# Dirk IV
Dirk IV, hol. Dirk IV van Holland, niem. Dietrich IV, łac. Thidericus IV (ur. ok. 1020/1030, zm. 13 stycznia 1049) hrabia Holandii (Zachodniej Fryzji) od 1039 r.. Hrabstwo Holandii przed 1101 rokiem było znane jako Zachodnia Fryzja. Faktycznym tytułem hrabiego Dirka IV był więc hrabia Fryzji.
Był synem Dirka III i Othelindis z Nordmark. Dokładna data jego urodzenia nie jest znana, ale w chwili śmierci swego ojca był jeszcze nastolatkiem. Jego główną siedzibą był odziedziczony po ojcu zamek w Vlaardingen.
Kontynuował politykę Dirka III poszerzając swe włości kosztem ziem biskupów Utrechtu, co prowadziło do pogłębienia zbrojnych konfliktów. Na skutek skargi biskupów, cesarz Henryk III Salicki osobiście poprowadził wyprawę przeciw zbuntowanemu wasalowi, w wyniku czego Dirk IV zmuszony był zwrócić część zagarniętych wcześniej ziem.
Niedługo potem Dirk IV wznowił ataki na posiadłości biskupów Utrechtu i Liège. Ponadto zawarł przymierze z księciem Górnej Lotaryngii Gotfrydem II Brodatym, jak również z hrabiami Flandrii i Hainaut. W rezultacie, w 1047 cesarz Henryk III wyruszył z nową kampanią na Fryzję, zajmując i niszcząc twierdzę w Rijnsburgu. Wracając z wyprawy cesarz poniósł jednak ogromne straty. Doprowadziło to do otwartego buntu przeciw cesarzowi zarówno Dirka IV jak i jego sojuszników.
W 1049 Dirk IV został zwabiony przez biskupów Metzu, Liège i Utrechtu w zasadzkę w pobliżu Dordrecht i zabity.
Dirk był młody, nie był żonaty i nie miał potomstwa. Jego następcą został jego brat Floris I.
Dirk IV został pochowany w klasztorze w Egmond).